# Палава

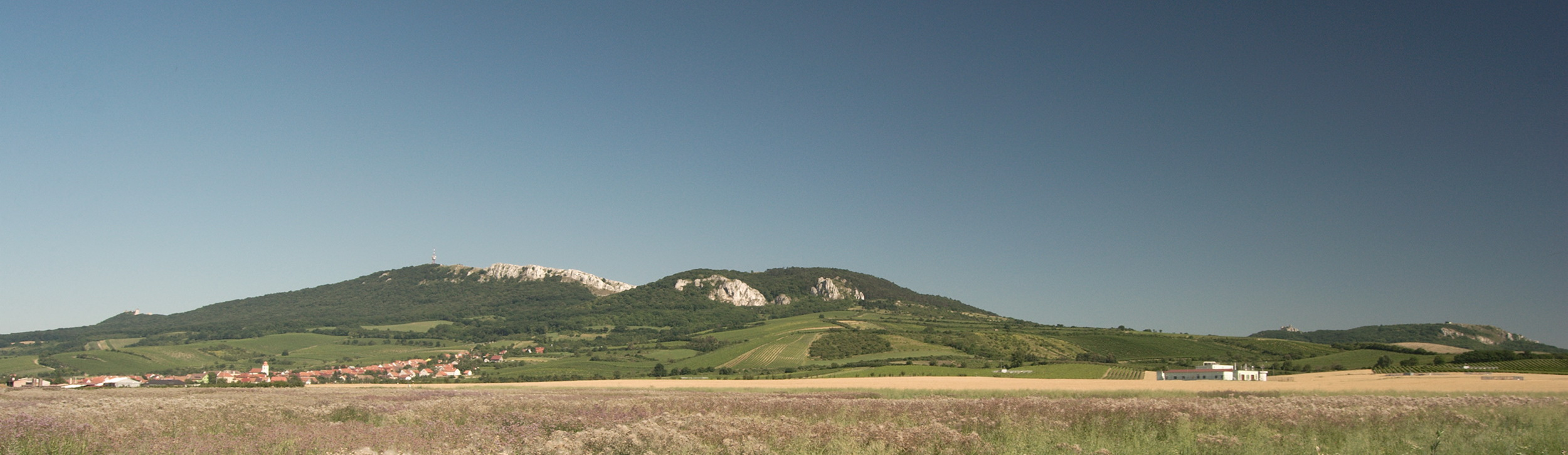
Палава с запада

Палава, Павловские горы (чеш. Pálava, Pavlovské vrchy) — локальная возвышенность в равнинном Южноморавском крае Чешской республики. Название происходит от близлежащего посёлка виноделов Павлов, по-немецки Поллау (нем. Pollau).

## Общие сведения
Павловские горы представляют собой известняковые образования которые возникли в мезозое. В результате альпийской складчатости подняты на 549 м над уровнем моря — Девин, самая высокая гора Палавы.
С 1986 года Палава является частью одноименного ландшафтного заповедника Чешской республики общей площадью 83 км², образованного в 1976 году и включающего в себя Павловские горы, Миловицкий лес и низменные леса, простирающиеся на юг до границы с Австрией. Заповедник является составной частью более крупного заповедника ЮНЕСКО «Нижняя Морава».
Благодаря нетронутости природы, сохранено много очень редких животных и растений.

## Некоторые археологические памятники Павловских гор

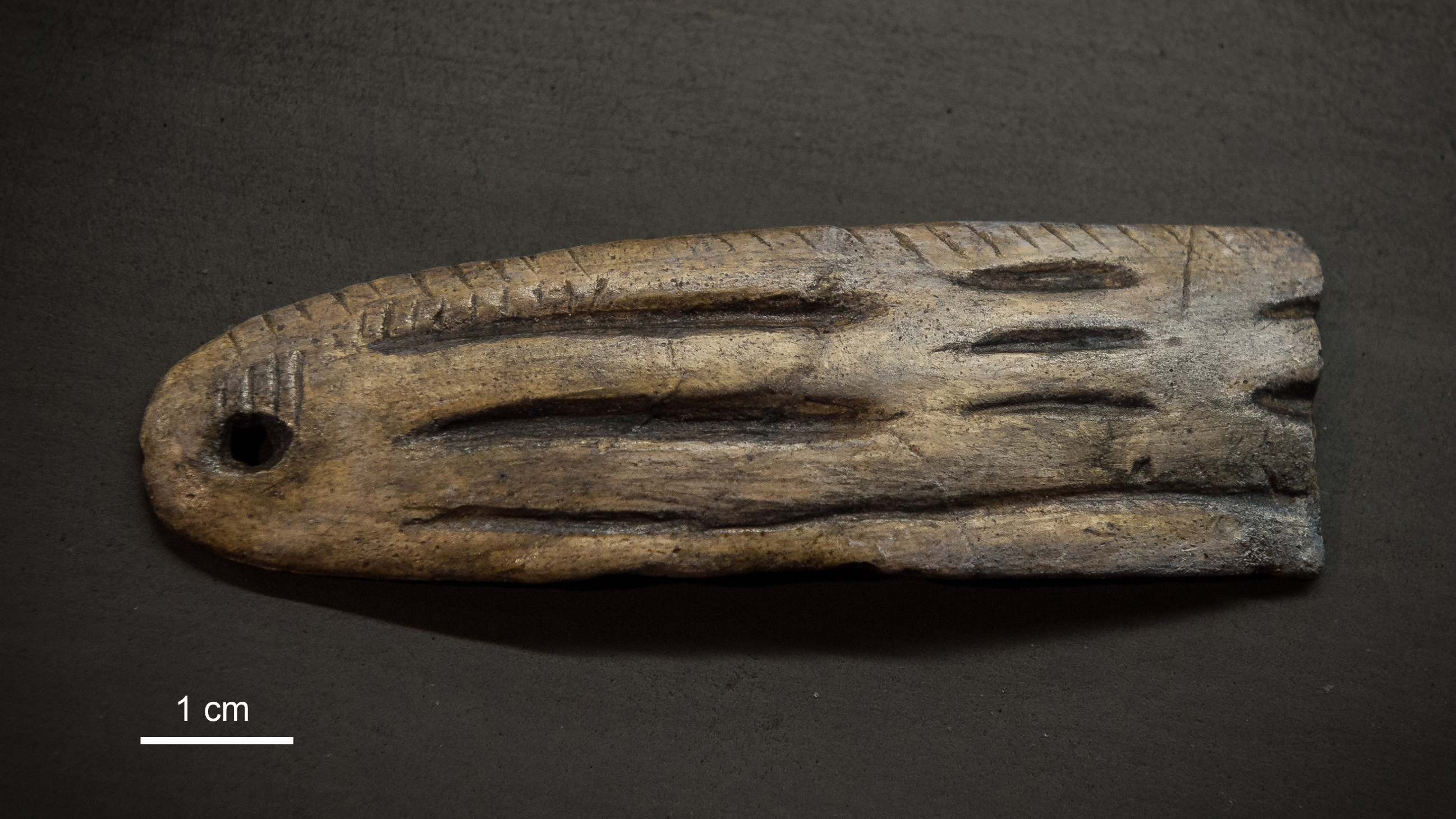
Табличка из слоновой кости со стоянки Павлов I. Выставлена в Археопарке Павлов

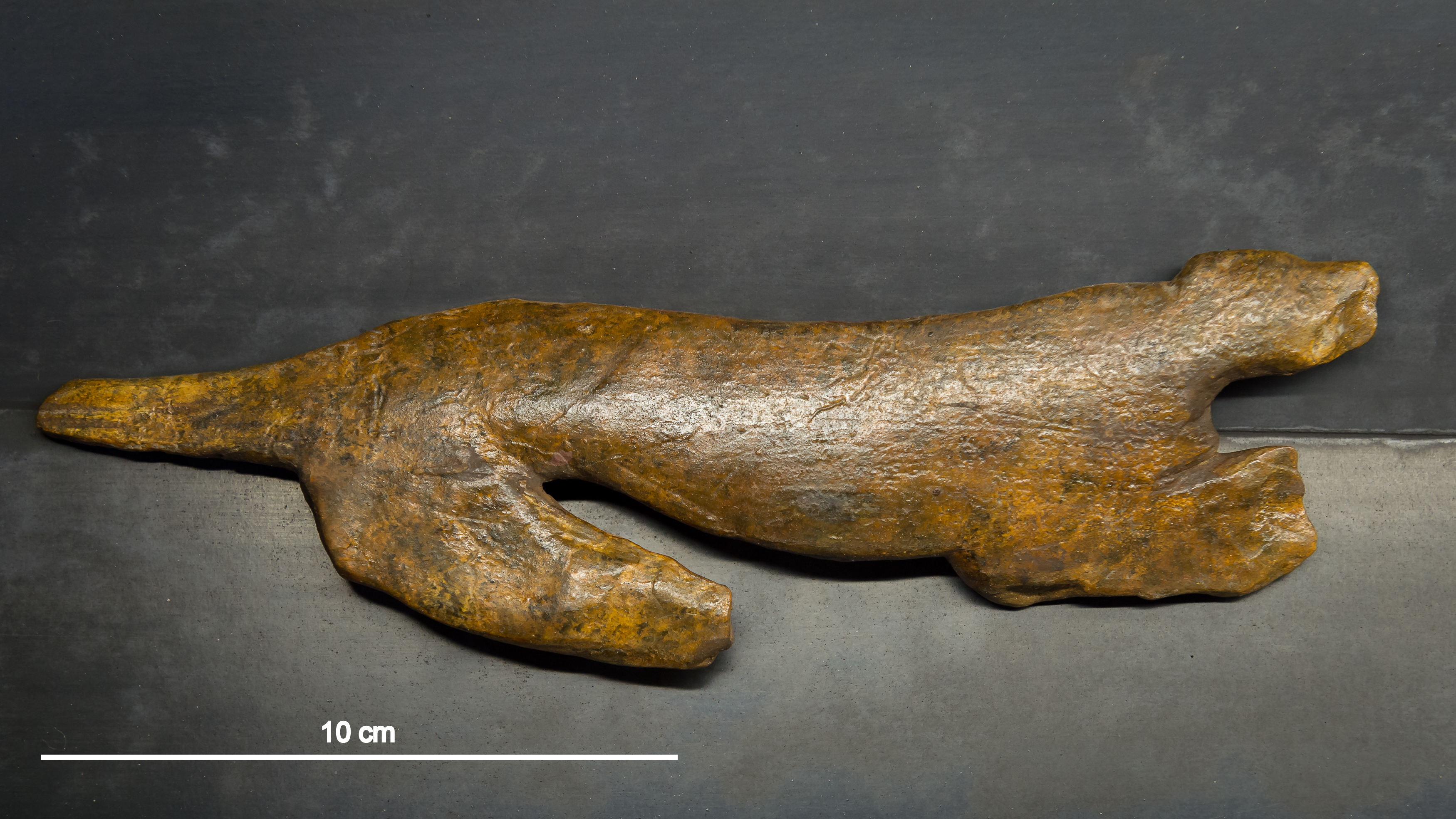
Фигурка льва, выполненная из слоновой кости со стоянки Павлов I. Выставлена в Археопарке Павлов

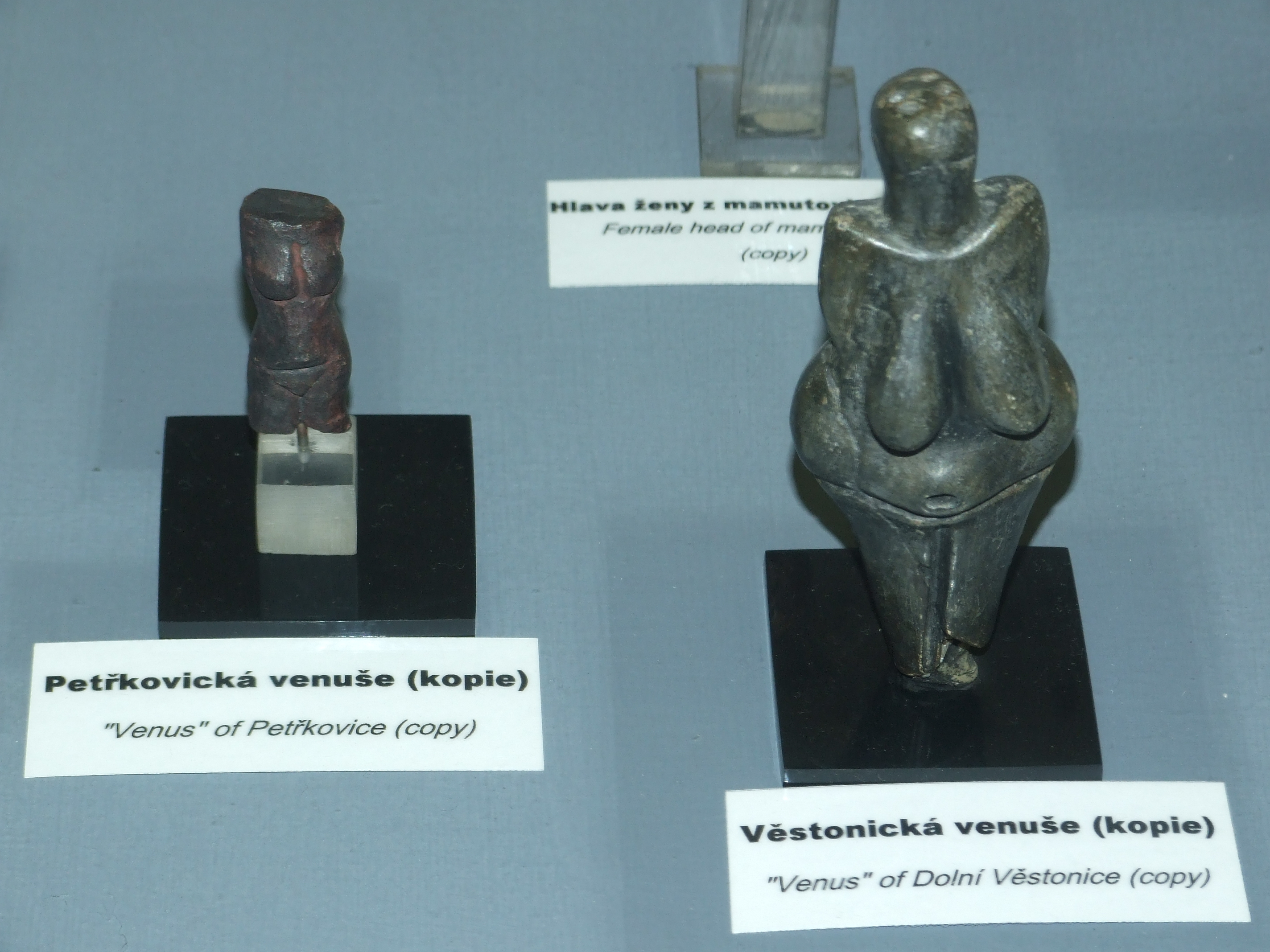
Петршковицкая и вестоницкая палеолитические Венеры

Область обжита со времён каменного века, о чём свидетельствуют различные археологические находки (следы охоты на мамонтов и древние селища). На склонах Павловских гор в селе Павлов был построен археологический музей Археопарк Павлов, управляемый областным краеведческим музеем в Микулове.
- На вершине горного массива Девин находятся развалины старого замка Девички (чеш. Děvičky или Dívčí hrady, и  нем. Maidberg), впервые упоминаемого в XIII веке.
- На вершине массива Столовая гора (Stolová hora) находятся развалины так называемого Сиротского замка (чеш. Sirotčí hrad, нем. Waisenstein или Rassenstein), основанного в XIII веке.
- Святой холм (чеш. Svatý kopeček) — на нём находится часовня Гроба Господня и колокольня при ней.
- Палеолитическая стоянка Дольни-Вестонице (Вестоницкая Венера).

## Некоторые природные памятники Павловских гор
- Массив Котёл включает в себя вершины Обора и Палава.
- Кошачья скала — охраняемый природный памятник, характеризующийся наличием на скальном образовании растений, присущих долинной фауне.
- Туролд — гора и пещерный лабиринт, охраняемый природный памятник, характеризующийся соединением известняковых пород, кустарников и долинной флоры и образующих уникальный природный ареал.

## Фотогалерея

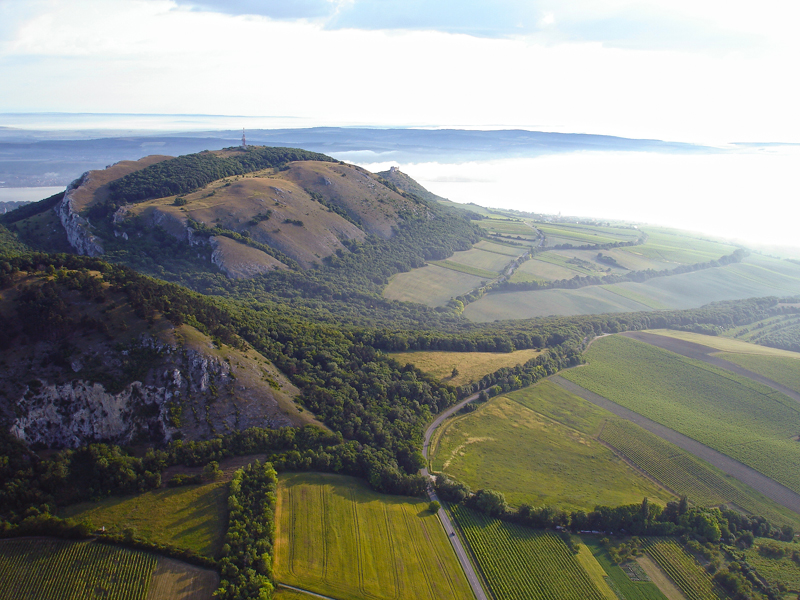
Вид с воздуха на Палаву с юга.
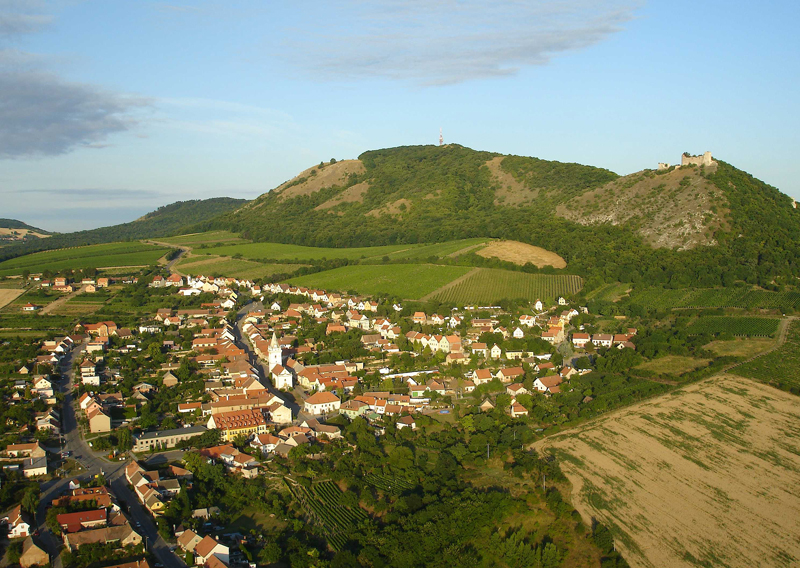
Деревня Павлов, которая дала название всей Палаве.
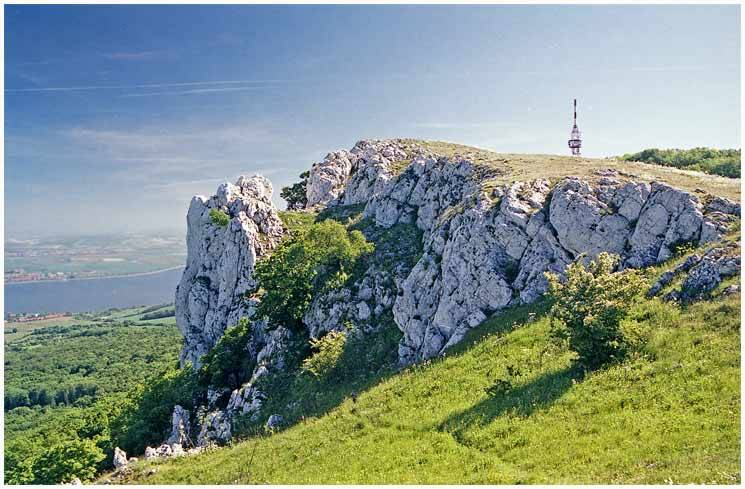
Скалы на вершине Девин
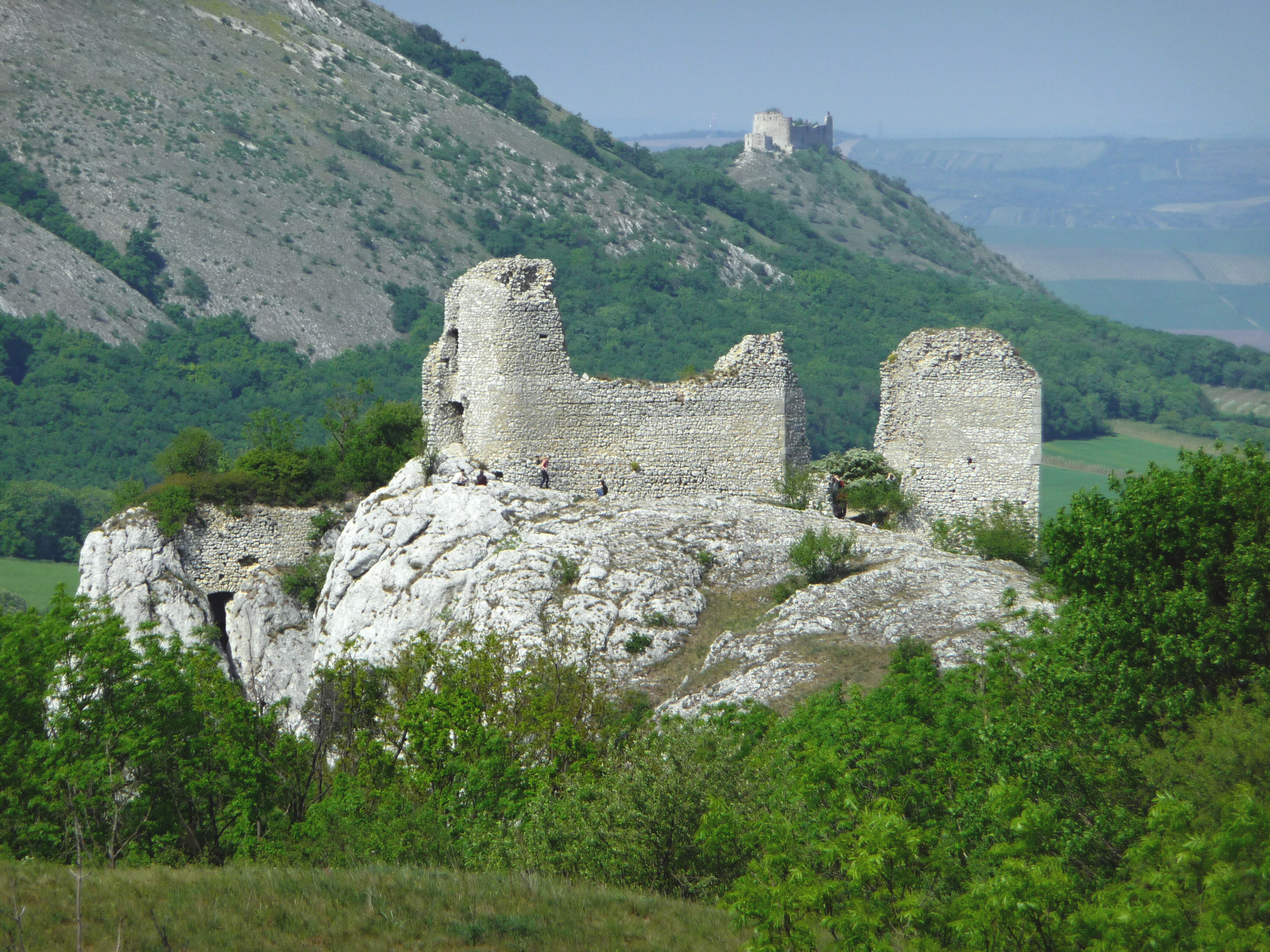
Развалины Сиротского замка с юга. За ним, на расстоянии, развалины замка Девички.
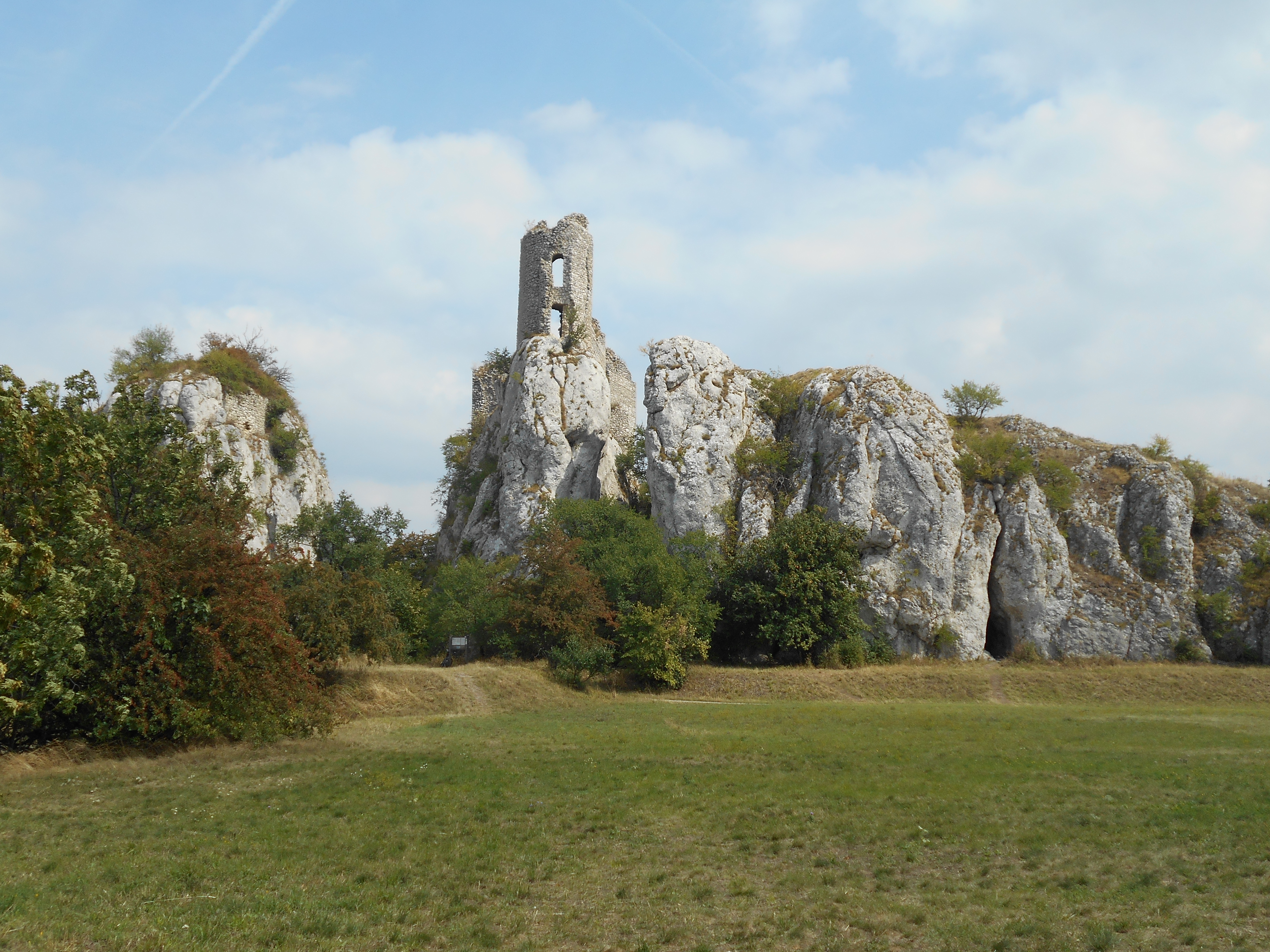
Сиротский замок с запада.
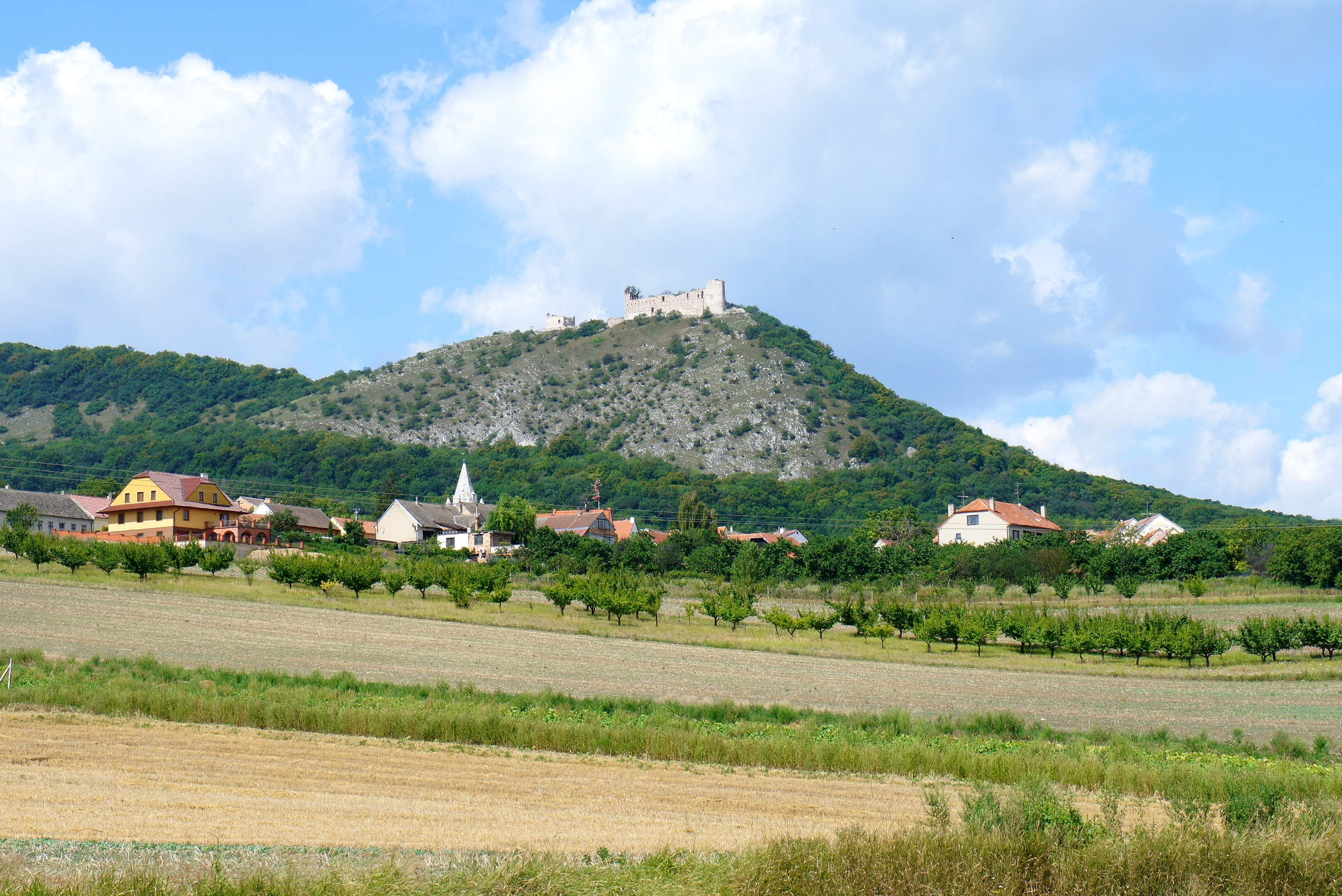
Замок Девички (Девический замок) - развалины.
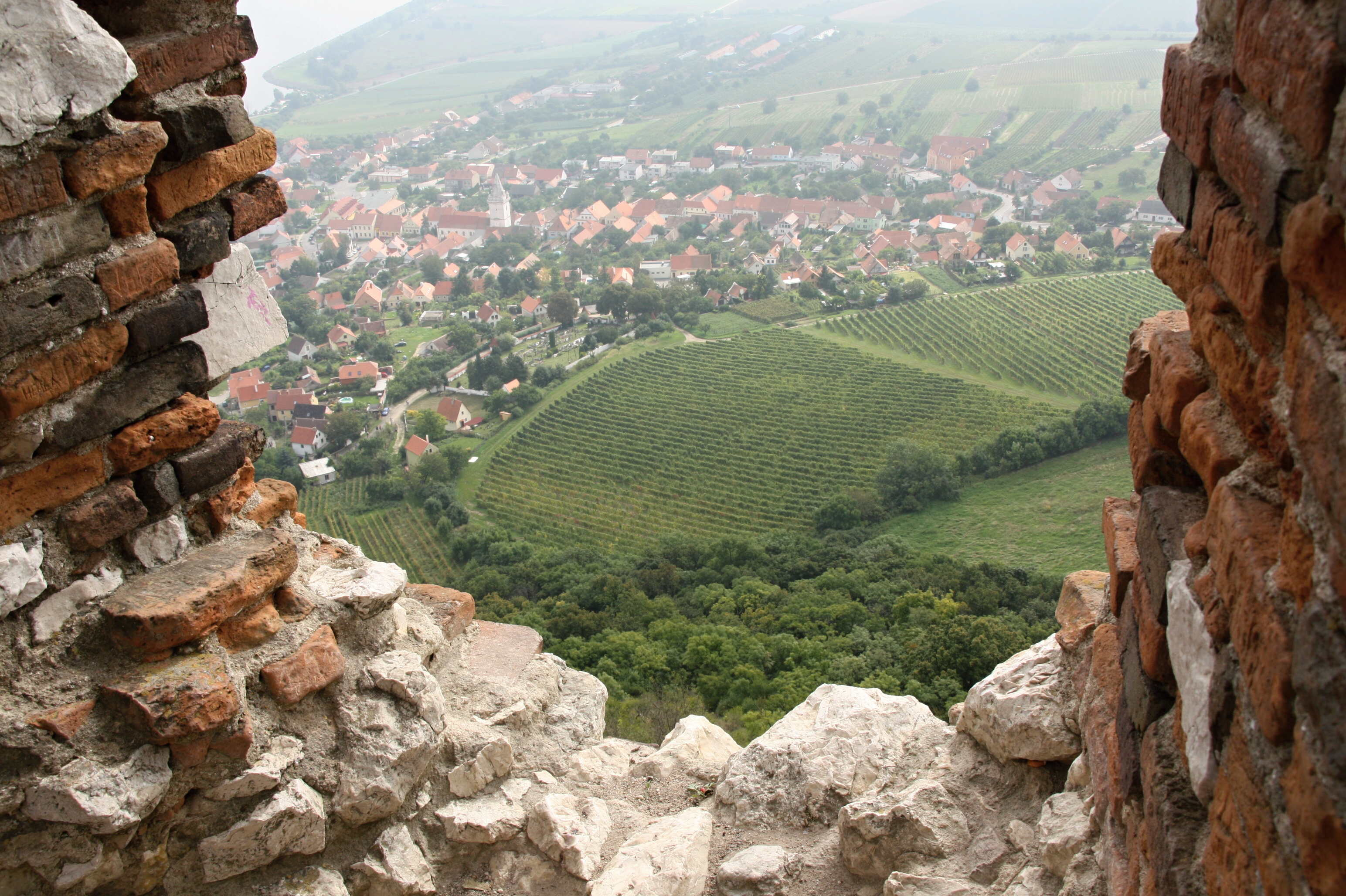
Вид на деревню Павлов из замка Девички.
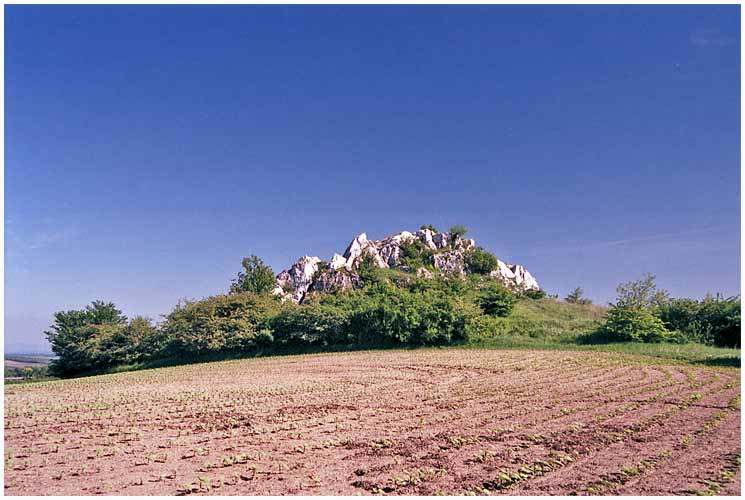
Природный памятник Кошачья скала.